# Prochoristis campylopa
Prochoristis campylopa is een vlinder uit de familie grasmotten (Crambidae). De wetenschappelijke naam van deze soort is voor het eerst gepubliceerd in 1935 door Edward Meyrick. De eerste beschrijving van deze soort is gebaseerd op een vlinder die door Ch. Seydel in Lubumbashi op 12 februari 1934 is gevangen.
De soort komt voor in Congo-Kinshasa.